# Lomtjärnen (Malungs socken, Dalarna, 667915-139785)
Lomtjärnen är en sjö i Malung-Sälens kommun i Dalarna och ingår i Göta älvs huvudavrinningsområde.